# کینویل (یوتا)
کینویل (به انگلیسی: Caineville) یک محدوده ثبت‌نشده در ایالات متحده آمریکا است که در شهرستان وین، یوتا قرار دارد. Caineville ۱٬۴۰۲.۱ متر بالاتر از سطح دریا واقع شده‌است.